# قائمة لاعبي كرة القدم الذين حققوا إنجازات قياسية في الهاتريك
هاري كين هو اللاعب الاكثر تسجيلاً للهاتريك عبر التاريخ تم تسجيل أول هاتريك على الإطلاق في مباراة دولية في 2 مارس 1878، عندما سجل جون ماكدوغال [الإنجليزية] ثلاث أهداف لاسكتلندا في الفوز 7–2 على إنجلترا. منذ ذلك الحين، كان هناك العديد من اللاعبين الذين سجلوا ثلاثة أهداف أو أكثر في مباراة واحدة، سواء مع الأندية أو في كرة القدم الدولية. أغلب الذي سجلوا هاتريك كانوا يلعبون مع الفريق الفائز، ولكن كانت هناك أيضًا مناسبات قليلة تعادل فريق اللاعب أو خسر المباراة. أصبح كريستيانو رونالدو أول من وصل إلى 10 هاتريك دولي في 12 أكتوبر 2021، وسجل 61 إجمالًا، أكثر من أي لاعب نشط. وفقًا لموسوعة غينيس للأرقام القياسية، سجل بيليه أكبر عدد من الهاتريك في التاريخ، ولكن استنادًا إلى بيانات مؤسسة إحصاءات وثيقة لرياضة كرة القدم، فإن الرقم القياسي بحوزة إروين هيلمتشن بما لا يقل عن 141 هاتريك. لا يزال بيليه يحمل الرقم القياسي لأصغر لاعب سجل هاتريك في كأس العالم. حقق هذا الإنجاز في عام 1958، بينما أصبح دينوس بونتيكاس أصغر من يسجل هاتريك في كل المسابقات في عام 1996. حطم ستيبان لوسيجانيك الرقم القياسي لماساشي ناكاياما بعدد الهاتريك المتتالي في عام 2016، بعد أكثر من قرن بقليل من تسجيل سوفوس نيلسن 10 أهداف في مباراة واحدة من البطولة الأولمبية والذي لا يزال رقماً قياسياً بها. عندما يتعلق الأمر بالمسابقات القارية، فإن ميشيل بلاتيني هو اللاعب الوحيد الذي سجل هاتريك مرتين في بطولة أمم أوروبا، ولكن كان هناك عشرة لاعبين تمكنوا من تحقيق نفس الإنجاز في كوبا أمريكا: ألديمير، وخافيير أمبرويس، وديفيد أريلانو، وتيودورو فيرنانديز، وهيرمينيو ماسانتونيو، وبيدرو بيتروني، وسيلفيو بيريلو، وخوسيه سانفيليبو، وسيفيرينو فاريلا، وباولو غيريرو. فيرينتس بوشكاش هو اللاعب الوحيد الذي سجل هاتريك مرتين في نهائي دولي رئيسي للأندية (1960 و1962 لريال مدريد) وتحمل مليكة نور الرقم القياسي لأكبر عدد من الأهداف المسجلة في مباراة كرة القدم للسيدات.
تحتوي القائمة أدناه على لاعبي كرة القدم الذين حققوا أو احتفظوا أو يحتفظوا حاليًا بأرقام قياسية بالهاتريك، بما في ذلك المحترفين وشبه المحترفين والهواة والسيدات في أي دوري كرة قدم أو كأس أو مسابقة رسمية ودية أو منافسة أخرى حول العالم
وفي الدوري المصري أحرز (2016) احرز الاعب الأسطوري محمود عبد الرازق (شيكابالا) هاتريك من ركلات سابته في مبارة.

## الأرقام القياسية العالمية
اللاعبون بالخط العريض يلعبون كرة القدم.
اعتبارًا من ديسمبر 2021
| المفاتيح | المفاتيح                      |
| -------- | ----------------------------- |
|          | فريق اللاعب خسر في المباراة   |
|          | فريق اللاعب تعادل في المباراة |

### أكثر لاعب سجل هاتريك في تاريخ كرة القدم
| اللاعب        | السنوات   | عدد الهاتريك | التفاصيل |
| ------------- | --------- | ------------ | --- |
| إروين هيلمتشن | 1924–1951 | 141+         | وفقًا لمؤسسة إحصاءات وثيقة لرياضة كرة القدم (RSSSF)، سجل إروين هيلمتشن، أعلى هداف في التاريخ ما لا يقل عن 141 هاتريك في المباريات الرسمية، بما في ذلك 8 أهداف في مناسبتين، و 7 أهداف في ثلاثة، و 6 أهداف عشر مرات و 5 أهداف 15 مرة. |
| جوزيف بيكان   | 1931–1955 | 101          | [ 6 ] |
| فيرينك ديك    | 1939–1959 | 100+         | وفقًا لمؤسسة إحصاءات وثيقة لرياضة كرة القدم (RSSSF)، سجل فيرنيك ديك ما لا يقل عن 100 هاتريك في المبارايات الرسمية مع النادي والمنتخب.                                                                                               |
| روني روك      | 1931–1961 | 97           | [ 8 ] |
| بيليه         | 1957–1977 | 92           | سجل بيليه أول هاتريك له في يونيو 1957 وآخر هاتريك له في يونيو 1977. وسجل هاتريك مع (نيويورك كوزموس وسانتوس والبرازيل (7). |

### أكثر اللاعبين الحاليين تسجلًا للهاتريك
| اللاعب            | السنوات   | عدد الهاتريك | التفاصيل                                                   |
| ----------------- | --------- | ------------ | ---------------------------------------------------------- |
| كريستيانو رونالدو | 2008–2024 | 66           | يحمل كريستيانو رونالدو الرقم القياسي للاعبين الحاليين.     |
| ليونيل ميسي       | 2006–2023 | 57           | سجل ليونيل ميسي 56 هاتريك في مسيرته مع برشلونة والأرجنتين. |

### أكثر اللاعبين تسجيلا للهاتريك مع المنتخب الوطني
| اللاعب            | السنوات   | عدد الهاتريك | التفاصيل |
| ----------------- | --------- | ------------ | --- |
| كريستيانو رونالدو | 2013–2021 | 10           | أصبح كريستيانو رونالدو أول لاعب يسجل 10 هاتريك لمنتخب وطني في 12 أكتوبر 2021 في فوز البرتغال 5–0 على لوكسمبورغ، محطماً الرقم القياسي لسفين ريدل. |
| سفين ريدل         | 1924–1932 | 9            | سجل سفين ريدل الهاتريك التاسع له في 16 مايو 1932 في فوز السويد 7–1 على فنلندا واستمر رقمه القياسي لمدة 89 عامًا.                                 |

### أكثر اللاعبين تسجيلا للهاتريك المتتالي في التاريخ
| اللاعب                        | السنة | عدد الهاتريك | التفاصيل |
| ----------------------------- | ----- | ------------ | --- |
| [[جوزيف بيكان\| جوزيف بيكان]] | 1940  | 5            | |
| ستيبان لوسيجانيك              | 2016  | 5            | سجل ستيبان لوسيجانيك خامس هاتريك له على التوالي في مباراة الفوز إن كيه دراتيس داكوفو 10–0 على إن كيه زرينسكي درينجي في الدرجة السابعة الكرواتية في 9 نوفمبر 2016، محطماً الرقم القياسي لماساشي ناكاياما. سجل لوسيجانيك 20 هدفا في تلك المباريات الخمس. |
| ماساشي ناكاياما               | 1998  | 4            | ماساشي ناكاياما الذي أنهى مسيرته في سن 53، حمل الرقم القياسي لمدة 18 عامًا بعد أن سجل 4 هاتريك متتالية و16 هدفًا في المجموع في الدوري الياباني بين 15 و29 أبريل في عام 1998.                                                                            |

### حراس المرمى الذين سجلوا هاتريك
| اللاعب               | السنة | النتيجة                                | الأهداف | التفاصيل |
| -------------------- | ----- | -------------------------------------- | ------- | --- |
| إليا بانتيليتش       | 1963  | إن كيه ترازنيفكا – فويفودينا 0–3       | 3       | كان إيليا بانتيليتش أول حارس مرمى يسجل هاتريك (جميعها من ركلات جزاء) في الدوري اليوغوسلافي الأول 1962–63.            |
| خوسيه لويس تشيلافيرت | 1999  | فيليز سارسفيلد – فيرو كاريل أويستي 6–1 | 3       | سجل خوسيه سجل خوسيه لويس تشيلافيرت هاتريك من ركلات جزاء لصالح فيليز سارسفيلد في 28 نوفمبر 1999 في الدوري الأرجنتيني. |

### المدافعون الذين سجلوا هاتريك
| اللاعب                              | السنوات (السنة) | النتيجة                                             | عدد الهاتريك | التفاصيل |
| ----------------------------------- | --------------- | --------------------------------------------------- | ------------ | --- |
| فرناندو هييرو                       | 1991 و2002      | إسبانيول 1–5 ريال مدريد، ريال مدريد 3–1 ريال سرقسطة | 2            | سجل فرناندو هييرو هاتريك مرتين في مسيرته. كانت الأولى في 30 نوفمبر 1991 في الجولة الثانية عشرة من الدوري الإسباني 1991–92 والثانية في 24 مارس 2002 في الدوري الإسباني 2001–02.                       |
| بيرنارد ديتز                        | 1977            | دويسبورغ 6–3 بايرن ميونخ                            | 1            | برنارد ديتز، مدافع غزير التهديف قاد ألمانيا الغربية خلال مسيرته وسجل 4 أهداف ضد بايرن في الدوري الألماني 1977–78 في 5 نوفمبر 1977.                                                                   |
| ريفر                                | 2013            | أتلتيكو مينيرو 5–2 أمريكا                           | 1            | سجل ريفر قائد أتلتيكو هاتريك رائع في 7 مارس 2013 في كامبيوناتو مينيرو. |
| ألباي أوزلان                        | 2002            | تركيا 3–3 مقدونيا الشمالية                          | 1            | سجل ألباي أوزلان هاتريك في مباراة التعادل ضد مقدونيا الشمالية في المجموعة الرابعة من تصفيات كأس العالم 2002 في 6 يونيو 2001.                                                                         |
| دين غوردون                          | 1995            | وست بروميتش ألبيون 2–3 كريستال بالاس                | 1            | ثنائية من ركلات الترجيح ورأسية من ركلة ركنية جعلت الظهير الأيسر غوردن يسجل هاتريك في الشوط الأول في مباراة الذهاب في 23 ديسمبر 1995.                                                                 |
| ستيف ستاونتون                       | 1989            | ويغان أتلتيك 0–3 ليفربول                            | 1            | خرج الظهير الأيسر ستيف ستاونتون من على مقاعد البدلاء ليسجل هاتريك في الشوط الثاني لليفربول في مرمى ويغان في الجولة الثانية من كأس الرابطة 1989–90 في 4 أكتوبر 1989، ليحل محل إيان راش في مركز مهاجم. |
| رونالد كومان                        | 1989            | في في بوتينبوست 1–15 برشلونة                        | 1            | سجل رونالد كومان في أول ظهور له مع برشلونة هدفين من خارج منطقة الجزاء وضربة جزاء في 45 دقيقة فقط خلال المباراة الودية ضد نادي الدرجة الخامسة الهولندي بوتينبوست في 1 أغسطس 1989.                     |
| نالدو                               | 2006            | آينتراخت فرانكفورت 2–6 فيردر بريمن                  | 1            | سجل نالدو هاتريك ضد آينتراخت فرانكفورت. |
| أدين فلينت                          | 2015            | بريستول سيتي 8–2 والسول                             | 1            | سجل أدين فلينت هاتريك في 3 مايو 2015 لبطل الدرجة الثالثة في نهاية المطاف بريستول سيتي. |
| سينيشا ميهايلوفيتش                  | 1998            | لاتسيو 5–2 سامبدوريا                                | 3            | سجل سينيشا ميهايلوفيتش 3 ركلات حرة في تلك المباراة. |
| ستان فان دن بايز (الأهداف في مرماه) | 1995            | رويال أندرلخت 3–2 بيرسخوت إيه سي                    | 3            | سجل ستان فان دن بايز ثلاثية في يناير 1995 في الدوري البلجيكي الدرجة الأولى 1994–95. |

### اللاعبون الذين سجلوا هاتريك من الركلات الحرة
| اللاعب             | السنة | النتيجة                                     | الأهداف | التفاصيل |
| ------------------ | ----- | ------------------------------------------- | ------- | --- |
| جوزيبي سينيوري     | 1994  | لاتسيو – أتالانتا 3–1                       | 3       | سجل كابتن لاتسيو جوزيبي سينيوري جميع أهداف فريقه الثلاثة بركلات حرة في 10 أبريل 1994 على ملعب أولمبيكو في الدوري الإيطالي 1993–94. |
| ماركوس أسونساو     | 1998  | باهيا – سانتوس – 3–3                        | 3       | سجل المتخصص في الركلات الحرة ماركوس أسونساو ثلاثية من الركلات الحرة خارج أرضه لسانتوس ضد باهيا من الدرجة الثانية في 1 مارس 1998 في ذهاب الدور الثاني من كأس البرازيل 1998.                                                             |
| راي مكينون         | 1997  | كيلمارنوك – دندي يونايتد 2–3                | 3       | سجل راي مكينون جميع أهداف دندي يونايتد الثلاثة خارج أرضه بركلات حرة في 22 فبراير 1997 في الدوري الاسكتلندي الممتاز 1996–97. |
| كوستاس فرانتزيسكوس | 1997  | باوك – كاستوريا 6–0                         | 3       | سجل متخصص الركلات الحرة كوستاس فراتزيسكوس 3 ركلات حرة لصالح باوك في الجولة الأخيرة من الدوري اليوناني 1996–97 في 25 مايو 1997. |
| سينيشا ميهايلوفيتش | 1998  | لاتسيو – سامبدوريا 5–2                      | 3       | سجل أخصائي الركلات الحرة وقلب الدفاع سينيشا ميهايلوفيتش ثلاثية في 13 ديسمبر 1998 ضد فريقه السابق في ملعب أولمبيكو في الدوري الإيطالي 1999–2000.                                                                                        |
| كريستيانو دا سيلفا | 2015  | فيغالتا سنداي – كاشيوا ريسول 3–3، ركلة. 3–5 | 3       | سجل كريستيانو دا سيلفا جميع أهداف ريسول من ركلات حرة في ربع نهائي كأس إمبراطور اليابان 2015 في 26 ديسمبر 2015. |
| جاكسون             | 2021  | ناسو كانوينهاس – أتلتيكو سانتا كاتارينا 3–2 | 3       | سجل الجناح جاكسون البالغ من العمر 33 عامًا جميع أهداف ناسو الثلاثة بضربات حرة لمساعدتهم على العودة من الخسارة 2–0 والفوز بالمباراة، في الدرجة الثانية من بطولة كاتارينينس في 11 أغسطس 2021.                                             |
| شيكابالا           | 2010  | الزمالك_الاتحاد السكندري 4_3                | 3       | سجل اللاعب محمود عبد الرازق شيكابالا ثلاثة اهداف في شباك الحارس الهاني سليمان وذلك عن طريق ثلاثة ضربات حرة من حدود منطقة الجزاء و ذلك في موسم 2010/2011 ضمن منافسات الاسبوع الثالث عشر من بطولة الدوري المصري الممتاز في يوم 2-12-2010 |

### أكثر من سجل في مباراة واحدة
| اللاعب                | السنة | النتيجة                                         | الأهداف | التفاصيل |
| --------------------- | ----- | ----------------------------------------------- | ------- | --- |
| يانيك دجوزي مانزيزيلا | 2014  | الكونغو يونايتد – بالروج بوتكيركا سودرتالي 30–0 | 21      | سجل يانيك دجوزي مانزيزيلا 21 هدفاً للكونغو يونايتد في الدرجة التاسعة لكرة القدم السويدية في 11 أغسطس 2014 محطماً الرقم القياسي لستيفان ديمبيكي باناجيوتيس بونتيكوس.                 |
| ستيفان ديمبيكي        | 1942  | لانس – أوبي أستوريس 32–0                        | 16      | سجل ستيفان ديمبيكي 16 هدفًا في مباراة الدور التمهيدي للكأس في موسم 1942–43 واحتفظ بالرقم القياسي المنفرد حتى عام 2007.                                                             |
| باناجيوتيس بونتيكوس   | 2007  | أوليمبوس إكسيلوفاغو – أجيو أثاناسيو 24–3        | 16      | عادل باناجيوتيس بونتيكوس الرقم القياسي لستيفان ديمبيكي برصيد 16 هدفًا في مباراة دوري الدرجة الثالثة القبرصية 2006–07 في 7 مايو 2007.                                               |
| مليكة النور (سيدات)   | 2011  | النجوم الصاعدة الشباب – مارجالا 25–0            | 14      | سجلت مليكة نور 14 هدفا في مباراة كأس باكستان للسيدات يوم 17 سبتمبر 2011. |
| أرتشي تومبسون         | 2001  | أستراليا 31–0 ساموا الأمريكية                   | 13      | سجل آرتشي تومبسون 13 هدفًا في مباراة دولية في 11 أبريل 2001، كجزء من تصفيات كأس العالم 2002 – منطقة المحيط الأوقيانوسي وأصبح صاحب الرقم القياسي الجديد على المستوى الدولي.         |
| جون بيتري             | 1885  | أربروث – بون أكورد 36–0                         | 13      | وسجل جون بيتري البالغ من العمر 18 عامًا 13 هدفًا لصالح نادي أربروث. في الجولة الأولى من كأس اسكتلندا 1885–86 وحافظ على الرقم القياسي لعدد الأهداف في مباراة واحدة لأكثر من نصف قرن. |

### أصغر اللاعبين تسجيلا للهاتريك
| اللاعب         | السنة | العمر            | النتيجة                       | الأهداف | التفاصيل |
| -------------- | ----- | ---------------- | ----------------------------- | ------- | --- |
| دينوس بونتيكاس | 1996  | 14 سنة و198 يومًا | أمبيلوكيبوي – هارافجي 4–3     | 3       | سجل نتينوس بونتيكاس في أول ظهور له في 28 سبتمبر 1996، جميع أهداف فريقه خارج أرضه في الدرجة الخامسة من البطولة اليونانية محطمًا الرقم القياسي المسجل باسم بيليه في عام 1957. |
| بيليه          | 1957  | 16 سنة و197 يومًا | سانتوس – فابريل دي لافراس 7–2 | 3       | سجل بيليه أول هاتريك له في مسيرته الكروية في مباراة ودية ضد فابريل دي لافراس في 9 يونيو 1957 وأصبح أصغر لاعب يحقق هذا الإنجاز.                                             |

### أصغر اللاعبين تسجيلا للهاتريك مع المنتخب الوطني
| اللاعب      | السنة | العمر            | النتيجة             | الأهداف | التفاصيل |
| ----------- | ----- | ---------------- | ------------------- | ------- | --- |
| لي واي تونغ | 1923  | 17 سنة و212 يومًا | الصين – اليابان 5–1 | 3       | لا يزال سجل لي واي تونغ صامدًا ولم يكن سوى بيليه هو الأقرب لكسر رقمه القياسي (17 عامًا و241 يومًا). سجل تونغ، الذي يعتبر أفضل لاعب في تاريخ كرة القدم الصينية، الهاتريك في 24 مايو 1923 في المباراة الأخيرة لدورة ألعاب الشرق الأقصى عام 1923 في حديقة ياهاتايا في أوساكا. |

### أكثر اللاعبين تسجيلا للهاتريك في كأس العالم
| اللاعب            | السنوات (السنة) | النتيجة                                                   | عدد الهاتريك | التفاصيل |
| ----------------- | --------------- | --------------------------------------------------------- | ------------ | --- |
| غابرييل باتيستوتا | 1994 و1998      | الأرجنتين – 4–0، الأرجنتين – جامايكا 5–0                  | 2            | سجل غابرييل باتيستوتا 3 أهداف ضد اليونان في 21 يونيو 1994 في مرحلة المجموعات من كأس العالم 1994 (كانت تلك المباراة هي الأخيرة لدييغو مارادونا مع الأرجنتين) و 3 أهداف ضد جامايكا في 21 يونيو 1998 في مرحلة المجموعات من كأس العالم 1998. |
| ساندور كوتشيس     | 1954            | المجر – كوريا الجنوبية 9–0، المجر – ألمانيا الغربية 8–3   | 2            | سجل ساندور كوتشيس 3 أهداف ضد كوريا الجنوبية في 17 يونيو 1954 و 4 أهداف ضد ألمانيا الغربية بعد ثلاثة أيام، في مرحلة المجموعات من كأس العالم 1954. كان أول من حطم الرقم القياسي ولم يتم تجاوزه منذ ذلك الحين.                              |
| جوست فونتين       | 1958            | فرنسا – باراغواي 7–3، فرنسا – ألمانيا الغربية 6–3         | 2            | سجل جوست فونتين 3 أهداف في مرمى باراغواي في 8 يونيو 1958 في دور المجموعات من كأس العالم 1954 و4 أهداف ضد ألمانيا الغربية في 28 يونيو في مباراة تحديد المركز الثالث.                                                                      |
| غيرد مولر         | 1970            | ألمانيا الغربية – بلغاريا 5–2، ألمانيا الغربية – بيرو 3–1 | 2            | سجل غيرد مولر 3 أهداف ضد بلغاريا في 7 يونيو 1970 (واحد بضربة جزاء) و3 أهداف ضد بيرو في 10 يونيو في مرحلة المجموعات من كأس العالم 1970.                                                                                                   |

### أكثر لاعب سجل هاتريك في كأس القارات
| اللاعب        | السنوات    | النتيجة                                        | عدد الهاتريك | التفاصيل |
| ------------- | ---------- | ---------------------------------------------- | ------------ | --- |
| فرناندو توريس | 2009 و2013 | إسبانيا – نيوزيلندا 5–0، إسبانيا – تاهيتي 10–0 | 2            | سجل فرناندو توريس 3 أهداف ضد نيوزيلندا في 14 يونيو 2009 في دور المجموعات من كأس القارات 2009 و4 أهداف ضد تاهيتي في 20 يونيو 2013 في مرحلة المجموعات من كأس القارات 2013. |

### أصغر لاعب سجل هاتريك في كأس العالم
| اللاعب | السنة | العمر            | النتيجة              | الأهداف | التفاصيل |
| ------ | ----- | ---------------- | -------------------- | ------- | --- |
| بيليه  | 1958  | 17 سنة و244 يومًا | البرازيل – فرنسا 5–2 | 3       | سجل بيليه الرقم القياسي قبل 63 عامًا، في 24 يونيو 1958، بعد أن سجل البرازيلي ثلاثة من أصل خمسة أهداف في مباراة نصف النهائي ضد فرنسا في كأس العالم 1958. وسجل جميع أهدافه في الشوط الثاني. |

### أكبر لاعب سجل هاتريك في كأس العالم
| اللاعب            | السنة | العمر            | النتيجة                | الأهداف | التفاصيل |
| ----------------- | ----- | ---------------- | ---------------------- | ------- | --- |
| كريستيانو رونالدو | 2018  | 33 سنة و130 يومًا | البرتغال – إسبانيا 3–3 | 3       | سجل كريستيانو رونالدو جميع الأهداف الثلاثة للبرتغال في مباراة دور المجموعات في 15 يونيو 2018 في كأس العالم 2018 وأصبح أكبر لاعب يسجل هاتريك في البطولة. |

### اللاعب الذي سجل أكبر عدد من الأهداف في مباراة واحدة في كأس العالم
| اللاعب        | السنة | النتيجة               | الأهداف | التفاصيل |
| ------------- | ----- | --------------------- | ------- | --- |
| أوليغ سالينكو | 1994  | روسيا – الكاميرون 6–1 | 5       | سجل أوليج سالينكو خمسة أهداف لروسيا من أصل ستة في المباراة الأخيرة للمجموعة الثانية في 28 يونيو 1994 على ملعب ستانفورد. |

### اللاعب الذين سجل هاتريك في نهائي كأس العالم
| اللاعب       | السنة | النتيجة                                      | الأهداف | التفاصيل |
| ------------ | ----- | -------------------------------------------- | ------- | --- |
| جيوف هورست   | 1966  | إنجلترا – ألمانيا الغربية 2–2، وقت إضافي 4–2 | 3       | سجل جيف هيرست هاتريك في 30 يوليو 1966 في نهائي كأس العالم 1966 بما في ذلك هدفين في الوقت الإضافي.                                                                   |
| كيليان مبابي | 2022  | الأرجنتين 3–3 فرنسا (ب.و.إ.) (4–2 ج.)        | 3       | سجل مبابي جميع الأهداف الثلاثة لصالح فرنسا في 18 ديسمبر 2022، مع هدفين في الوقت الأصلي وواحد في الوقت الإضافي. فازت الأرجنتين في النهاية بنتيجة 4–2 بركلات الترجيح. |

### اللاعب الذي سجل أكبر عدد من الأهداف في مباراة واحدة في الأولمبياد
| اللاعب      | السنة | النتيجة               | الأهداف | التفاصيل                                                                                          |
| ----------- | ----- | --------------------- | ------- | ------------------------------------------------------------------------------------------------- |
| سوفوس نيلسن | 1908  | الدنمارك – فرنسا 17–1 | 10      | سجل سوفوس نيلسن 10 أهداف ضد فرنسا في نصف نهائي أولمبياد 1908 في 22 أكتوبر 1908 في ملعب وايت سيتي. |

### اللاعبون الأكثر تسجيلا للهاتريك في الأولمبياد
| اللاعب            | السنة | النتيجة                                                                        | عدد الهاتريك | التفاصيل |
| ----------------- | ----- | ------------------------------------------------------------------------------ | ------------ | --- |
| دومينغو تاراسكوني | 1928  | الأرجنتين – الولايات المتحدة 11–2، الأرجنتين – بلجيكا 6–3، الأرجنتين – مصر 6–0 | 3            | سجل دومينغو تاراسكوني 4 أهداف ضد الولايات المتحدة في 29 مايو 1928 في الجولة الأولى، و4 أهداف ضد النرويج في 2 يونيو في ربع النهائي و3 أهداف ضد مصر في نصف نهائي أولمبياد 1928. |
| أنتونين ياندا     | 1920  | الأرجنتين – الولايات المتحدة 7–0، تشيكوسلوفاكيا – النرويج 4–0                  | 2            | سجل أنتونين ياندا 3 أهداف ضد يوغوسلافيا في 28 أغسطس 1920 في الجولة الأولى و3 أهداف ضد النرويج في 29 أغسطس في ربع نهائي أولمبياد 1920.                                         |
| فرينيك بيني       | 1964  | المجر – المغرب 6–0، المجر – الجمهورية العربية المتحدة 6–0                      | 2            | سجل فيرينك بيني جميع أهداف المجر الستة ضد المغرب في 11 أكتوبر 1964 في مرحلة المجموعات و4 أهداف ضد النرويج في 20 أكتوبر في نصف نهائي أولمبياد 1964.                            |

### اللاعبون الذين سجلوا أسرع هاتريك في التاريخ
| اللاعب             | السنة | النتيجة                        | المدة             | التفاصيل |
| ------------------ | ----- | ------------------------------ | ----------------- | --- |
| أليكس فريم         | 2013  | روسون سبرينجز – ميدوال 7–1     | 70 ثانية          | سجل المهاجم أليكس فريم البالغ من العمر 20 عامًا هاتريك في 70 ثانية في مباراة بدوري الأحد الإنجليزي للهواة في شيفيلد في 4 مايو 2013، محطماً الرقم القياسي لماغنوس أرفيدسون في عام 1995.                                                   |
| ماغنوس أرفيدسون    | 1995  | هاسلهولمز – لاندسكرونا بوا 5–3 | 89 ثانية          | سجل ماغنوس أرفيدسون هاتريك في 89 ثانية في مباراة بالدرجة الرابعة السويدية حيث كسر الرقم القياسي لتومي روس في 1964 بثانية واحدة فقط. |
| تومي روس           | 1964  | روس كاونتي – نايرن 8–1         | 90 ثانية          | سجل تومي روس هاتريك في 90 ثانية لصالح روس كاونتي ضد نايرن في دوري الدرجة الخامسة الاسكتلندي، في 28 نوفمبر 1964 وحافظ على الرقم القياسي العالمي لمدة 31 عامًا.                                                                           |
| فيلي هال           | 1938  | إنجلترا – أيرلندا الشمالية 7–0 | 3 دقائق و30 ثانية | سجل ويلي هول لاعب توتنهام هوتسبير 3 أهداف في ثلاث دقائق ونصف خلال مباراة إنجلترا الودية ضد أيرلندا الشمالية في 16 نوفمبر 1938، محطماً الرقم القياسي المسجل باسم لي واي تونغ ولا يزال هذا الإنجاز رقماً قياسياً عالمياً على المستوى الدولي. |
| لي واي تونغ        | 1923  | الصين – اليابان 5–1            | 5 دقائق           | حطم لي واي تونغ البالغ من العمر 17 عامًا الرقم القياسي للاعب الذي سجل أسرع هاتريك في 24 مايو 1923 في المباراة الأخيرة لدورة ألعاب الشرق الأقصى لعام 1923.                                                                               |
| فابيان هام (سيدات) | 2015  | سويسرا – الإكوادور 10–1        | 5 دقائق           | سجلت اللاعبة السويسرية فابيان هام أسرع هاتريك في تاريخ كرة القدم للسيدات، حيث سجلت ثلاثة أهداف في خمس دقائق في 12 مايو 2015 خلال كأس العالم للسيدات 2015.                                                                              |

## الأرقام القياسية القارية
اللاعبون بالخط العريض يلعبون كرة القدم.
| المفاتيح | المفاتيح                      |
| -------- | ----------------------------- |
|          | فريق اللاعب خسر في المباراة   |
|          | فريق اللاعب تعادل في المباراة |

### أكبر لاعب سجل هاتريك في بطولة أمم أوروبا
| اللاعب        | السنة | النتيجة                                    | عدد الهاتريك | التفاصيل |
| ------------- | ----- | ------------------------------------------ | ------------ | --- |
| ميشيل بلاتيني | 1984  | فرنسا – بلجيكا 5–0، فرنسا – يوغوسلافيا 3–2 | 2            | لاعب خط الوسط الفرنسي ميشيل بلاتيني هو اللاعب الوحيد الذي سجل هاتريك في تاريخ بطولة أمم أوروبا. سجّل أول هاتريك ضد بلجيكا في 16 يونيو 1984 في دور المجموعات من بطولة أمم أوروبا 1984، والثانية بعد 3 أيام ضد يوغوسلافيا. |

### أكثر لاعب سجل هاتريك في كأس الأمم الأفريقية
| اللاعب      | السنوات    | النتيجة                                 | عدد الهاتريك | التفاصيل |
| ----------- | ---------- | --------------------------------------- | ------------ | --- |
| حسن الشاذلي | 1963 و1970 | مصر – نيجيريا 6–3، مصر – ساحل العاج 3–1 | 2            | حسن الشاذلي هو اللاعب الوحيد الذي سجل هاتريك مرتين في تاريخ كأس الأمم الأفريقية. سجل 3 أهداف ضد نيجيريا في 24 نوفمبر 1963 في مرحلة المجموعات من كأس الأمم الأفريقية 1963 ونفس العدد في مباراة تحديد المركز الثالث في كأس الأمم الأفريقية 1970 يوم في 16 فبراير 1970. |

### أكثر لاعب سجل هاتريك في كأس أوقيانوسيا للأمم
| اللاعب           | السنوات (السنة) | النتيجة                                                               | عدد الهاتريك | التفاصيل |
| ---------------- | --------------- | --------------------------------------------------------------------- | ------------ | --- |
| كريس تراجانوفسكي | 1996 (2) و1998  | أستراليا – تاهيتي 6–0، أستراليا – تاهيتي 5–0، أستراليا – جزر كوك 16–0 | 3            | كريس تراجانوفسكي هو أول لاعب يسجل هاتريك 3 مرات في تاريخ كأس أوقيانوسيا للأمم.                                                                                           |
| داميان موري      | 1998            | أستراليا – فيجي 3–1، أستراليا – جزر كوك 16–0، أستراليا – تاهيتي 4–1   | 3            | داميان موري هو اللاعب الوحيد الذي سجل هاتريك 3 مرات في بطولة واحدة في تاريخ كأس أوقيانوسيا للأمم، حيث سجل 10 أهداف في تلك المباريات الثلاث في كأس أوقيانوسيا للأمم 1998. |

### أكثر اللاعبين تسجيلا للهاتريك في دوري أبطال أوروبا
| اللاعب            | السنوات   | عدد الهاتريك | التفاصيل |
| ----------------- | --------- | ------------ | --- |
| ليونيل ميسي       | 2010–2018 | 8            | سجل ليونيل ميسي هاتريك 8 مرات مع برشلونة |
| كريستيانو رونالدو | 2012–2019 | 8            | سجل كريستيانو رونالدو 7 هاتريك مع ريال مدريد وهاتريك وحيد مع يوفنتوس. كما يحمل البرتغالي الرقم القياسي في تحقيق عدد أكبر من الهاتريك في موسم واحد (3 في 2015–16). |

### أكثر اللاعبين تسجيلا للهاتريك في كوبا ليبرتادوريس
| اللاعب         | السنوات   | عدد الهاتريك | التفاصيل                                                                           |
| -------------- | --------- | ------------ | ---------------------------------------------------------------------------------- |
| دانيال أونيغا  | 1966–1970 | 3            | سجل دانيال أونيغا هاتريك 3 مرات مع ريفر بليت.                                      |
| لويس أرتيم     | 1968–1972 | 3            | سجل لويس أرتيمي هاتريك وحيد لنادي إنديبندينتي، وهاتريك مرتين لناسيونال مونتيفيديو. |
| فرناندو مورينا | 1974–1979 | 3            | سجل فرناندو مورينا هاتريك ثلاث مرات لنادي بنيارول.                                 |

### أكثر اللاعبين تسجيلا للهاتريك في الدوري الأوروبي
| اللاعب         | السنوات   | عدد الهاتريك | التفاصيل                                           |
| -------------- | --------- | ------------ | -------------------------------------------------- |
| راداميل فالكاو | 2010–2011 | 3            | سجل راداميل فالكاو هاتريك 3 مرات لصالح نادي بورتو. |

### أكثر اللاعبين تسجيلا للهاتريك في دوري أبطال آسيا
| اللاعب         | السنوات   | عدد الهاتريك | التفاصيل                                                                     |
| -------------- | --------- | ------------ | ---------------------------------------------------------------------------- |
| ريكاردو غولارت | 2015–2018 | 3            | سجل ريكاردو جولارت هاتريك 3 مرات لصالح نادي غوانزو.                          |
| أدريانو        | 2016–2018 | 3            | سجل أدريانو 2 هاتريك لصالح نادي سول وهاتريك وحيد لصالح جونبك هيونداي موتورز. |

### أصغر لاعب سجل هاتريك في دوري أبطال أوروبا
| اللاعب | السنة | العمر            | النتيجة                        | الأهداف | التفاصيل |
| ------ | ----- | ---------------- | ------------------------------ | ------- | --- |
| راؤول  | 1995  | 18 سنة و114 يومًا | ريال مدريد – فيرينتسفاروشي 6–1 | 3       | حقق راؤول رقمه القياسي قبل 26 عامًا بعد أن سجل هاتريك في دور المجموعات في 18 أكتوبر 1995. ومنذ ذلك الحين اقترب رودريغو فقط عندما سجل 3 أهداف لريال مدريد ضد غلطة سراي في دور المجموعات في 7 نوفمبر 2019، بعمر 18 سنة و301 يومًا. |

### أكبر لاعب سجل هاتريك في دوري أبطال أوروبا
| اللاعب      | السنة | العمر           | النتيجة              | الأهداف | التفاصيل |
| ----------- | ----- | --------------- | -------------------- | ------- | --- |
| كريم بنزيما | 2020  | 34 سنة و63 يومًا | إشبيلية – تشيلسي 0–4 | 3       | أصبح أوليفييه جيرو أكبر لاعب يسجل هاتريك في تاريخ البطولة بعد تسجيله 3 أهداف في مباراة دور المجموعات في 2 ديسمبر 2020. |

### لاعبون سجلوا هاتريك في نهائي قاري للأندية
| اللاعب             | السنوات (السنة) | النتيجة                                                      | عدد الهاتريك | التفاصيل |
| ------------------ | --------------- | ------------------------------------------------------------ | ------------ | --- |
| فيرينتس بوشكاش     | 1960 و1962      | ريال مدريد – آينتراخت فرانكفورت 7–3، بنفيكا – ريال مدريد 5–3 | 2            | سجل بوشكاش 4 أهداف لريال مدريد في نهائي كأس أوروبا 1960 (هدف من ركلة جزاء).                                                                      |
| ألفريدو دي ستيفانو | 1960            | ريال مدريد – آينتراخت فرانكفورت 7–3                          | 1            | سجل دي ستيفانو 3 أهداف لريال مدريد في نهائي كأس أوروبا 1960 في هامبدن بارك.                                                                      |
| تياجو نيفيز        | 2008            | فلومينينسي – إل. دي. يو. كيتو 3–1                            | 1            | تياجو نيفيز هو اللاعب الوحيد الذي سجل هاتريك في نهائي كأس ليبرتادوريس بعد أن سجل 3 أهداف في إياب نهائي كوبا ليبرتادوريس 2008 في 2 يوليو 2008.    |
| سيرجيو ريكاردو     | 2000            | الهلال – جوبيلو إيواتا 2–2، وقت إضافي 3–2                    | 1            | سجل سيرجيو ريكاردو جميع أهداف الهلال الثلاثة، بما في ذلك هدف الفوز في الوقت الإضافي في نهائي بطولة الأندية الآسيوية 1999–2000 يوم 22 أبريل 2000. |
| خالد بيبو          | 2001            | الأهلي – ماميلودي صن داونز 3–0                               | 1            | سجل بيبو جميع الأهداف الثلاثة في نهائي دوري أبطال أفريقيا 2001 يوم 21 ديسمبر 2001.                                                               |